# Alan Hodgkinson
Alan Hodgkinson (Rotherham, 16 de agosto de 1935 - 4 de janeiro de 2013) foi um futebolista inglês, que atuava como goleiro.

## Carreira
Alan Hodgkinson fez parte do elenco da Seleção Inglesa que disputou a Copa do Mundo de 1958 e 1962.

## Ligações Externas
- Perfil (em inglês)